# AO Thīras
AO Thīras (fullständigt namn Athlitikos Omilos Thiras, grekiska: Αθλητικός Όμιλος Θήρας, förkortat Α.Ό. Θήρας) är en volleybollklubb (damer) från Santorini, Grekland. Klubben grundades 2012 och debuterade i högstaserien (A1 Ethnikī, numera Volley League) 2014. Klubben har som bäst kommit tvåa i grekiska mästerskapet, vilket de gjort två gånger (2015-2016 och 2019-2020). Internationellt har klubben som bäst nått åttondelsfinal i CEV Cup och kvartsfinal i CEV Challenge Cup.